# Aonidia perplexa
Aonidia perplexa är en insektsart som beskrevs av Green 1900. Aonidia perplexa ingår i släktet Aonidia och familjen pansarsköldlöss.
Artens utbredningsområde är Sri Lanka. Inga underarter finns listade i Catalogue of Life.